# Kamień runiczny z Björketorp

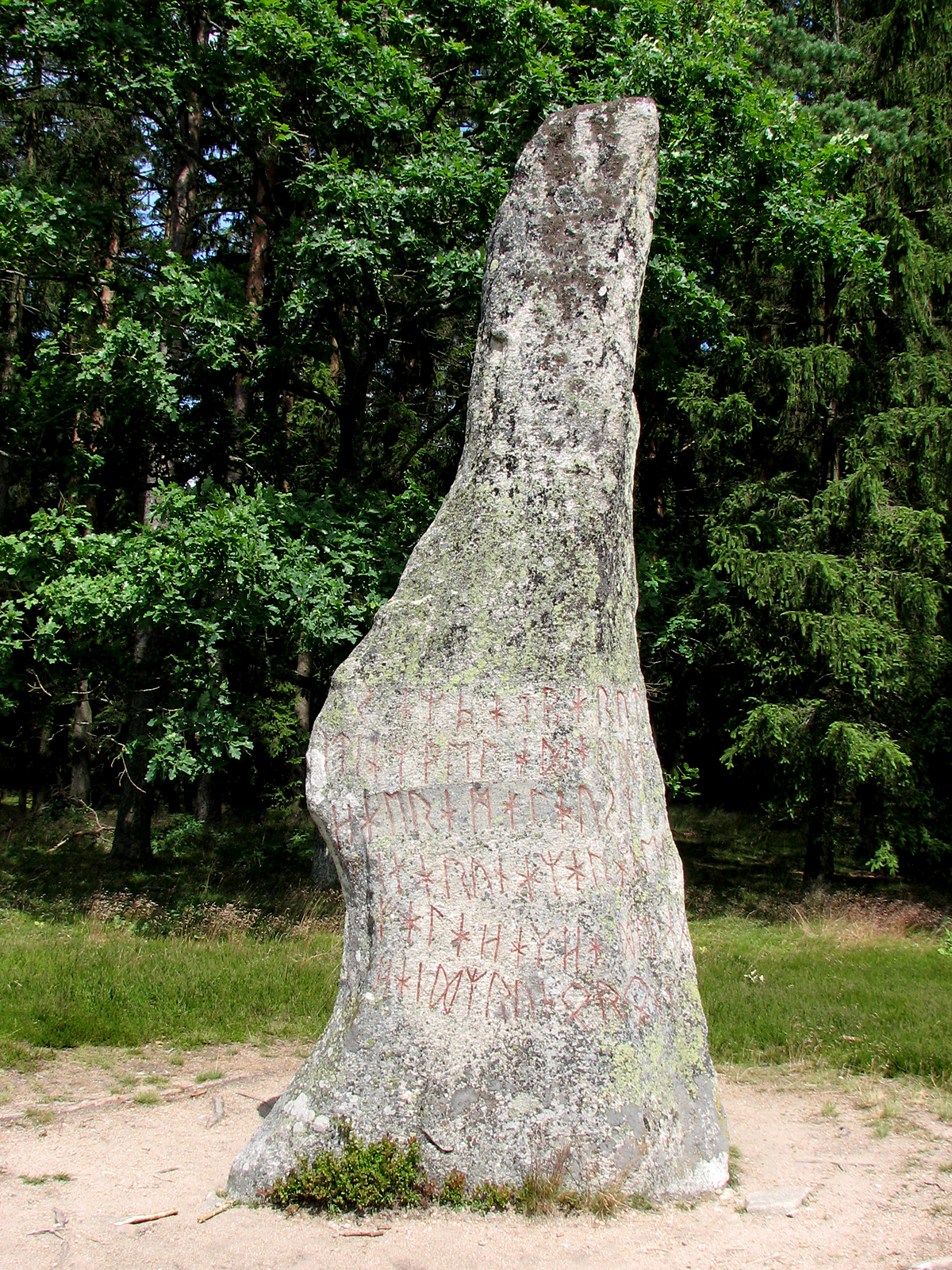
Kamień runiczny z Björketorp

Kamień runiczny z Björketorp – mierzący 4,2 m wysokości kamień runiczny, znajdujący się niedaleko Listerby w gminie Ronneby w szwedzkiej prowincji Blekinge. Kamień stoi na cmentarzysku datowanym na VI–VII wiek, towarzyszą mu dwa pozbawione inskrypcji menhiry oraz dwa niewielkie kręgi kamienne.
Na pierwszej stronie kamienia wyryto inskrypcję o treści:
hAidRuno ronu
fAlAhAk hAiderA g
inArunAR ArAgeu
hAerAmAlAusR
uti AR welAdAude
sAR þAt bArutR
co znaczy: „Ukrywam tutaj runy czarodziejskie. Złością niespokojny, podstępna śmierć na obczyźnie (spotka) tego, kto to [=ten kamień] zniszczy”.
Na stronie drugiej znajduje się natomiast inskrypcja o treści
uþArAbAsbA
będąca zaklęciem mającym sprowadzić zgubę.

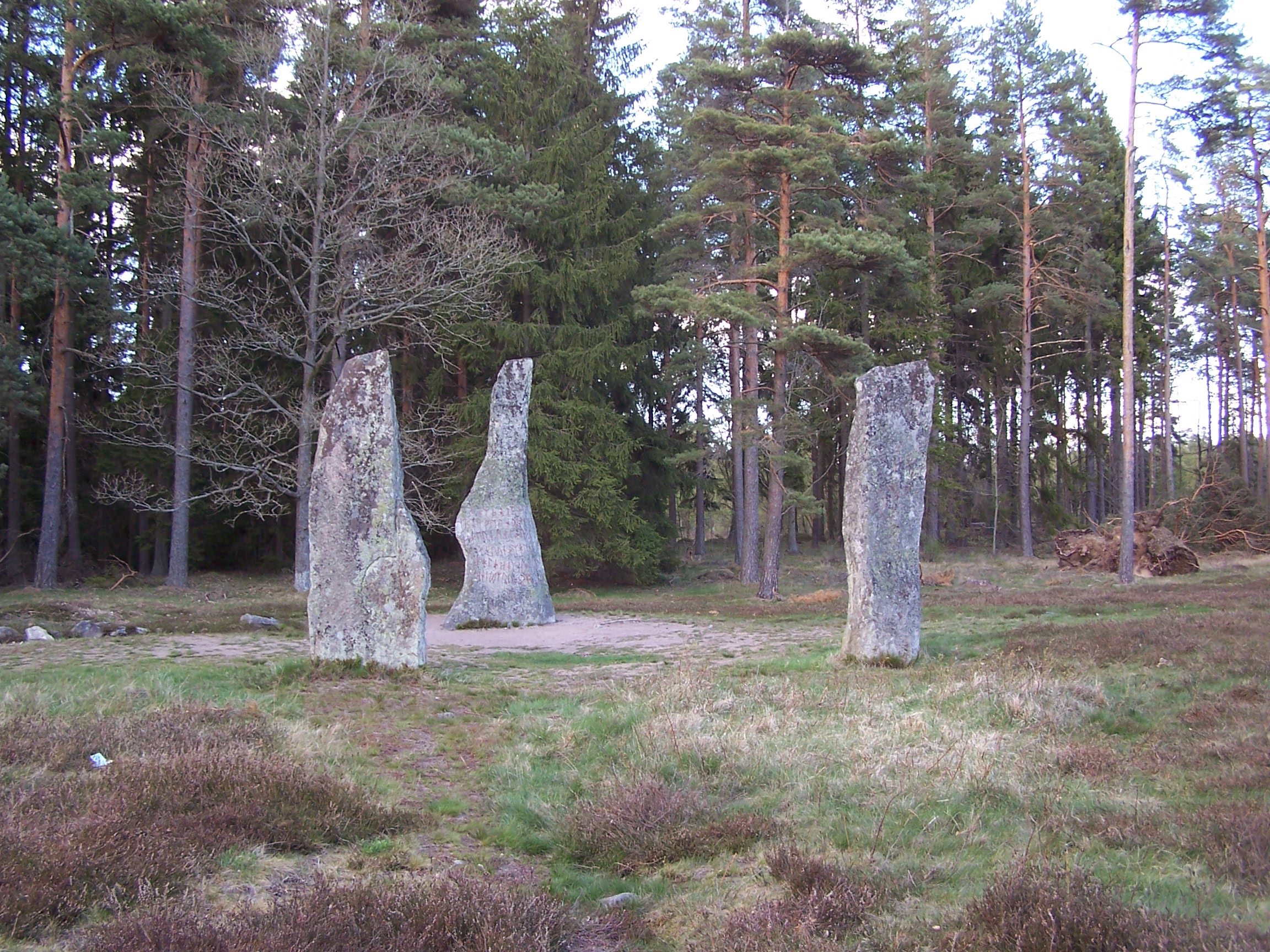
Kamień i otaczające go menhiry
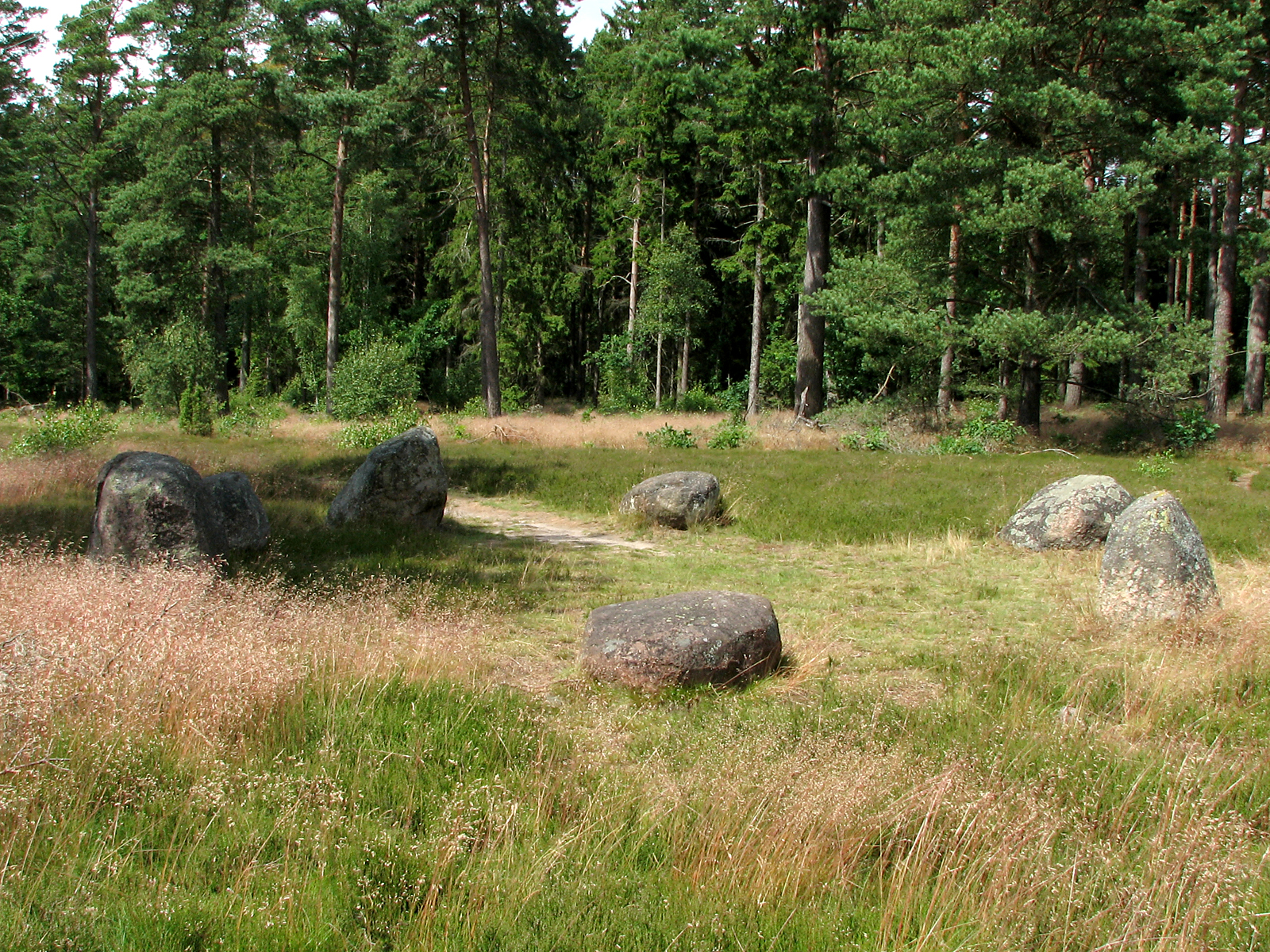
Krąg kamienny
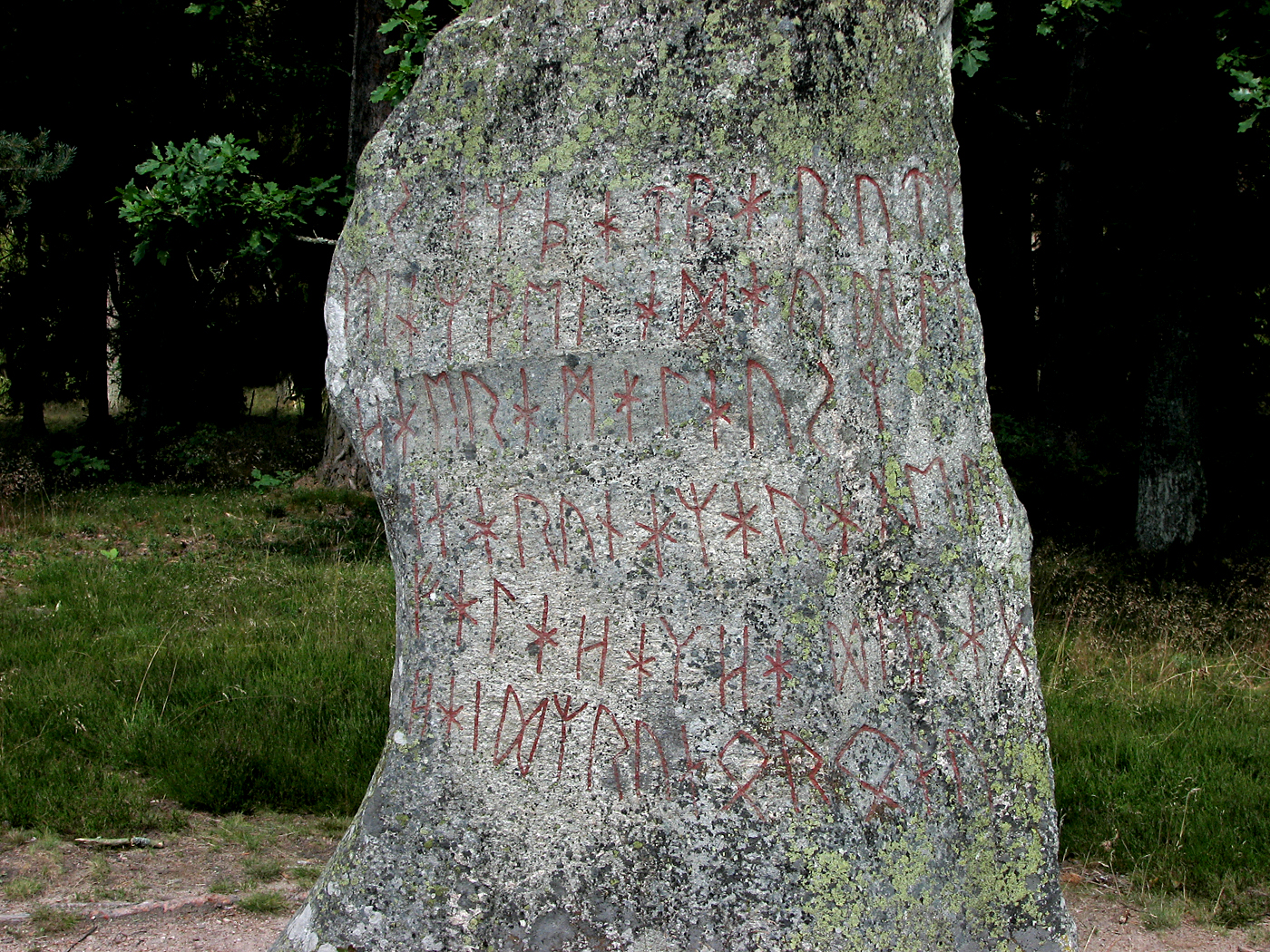
Zbliżenie inskrypcji
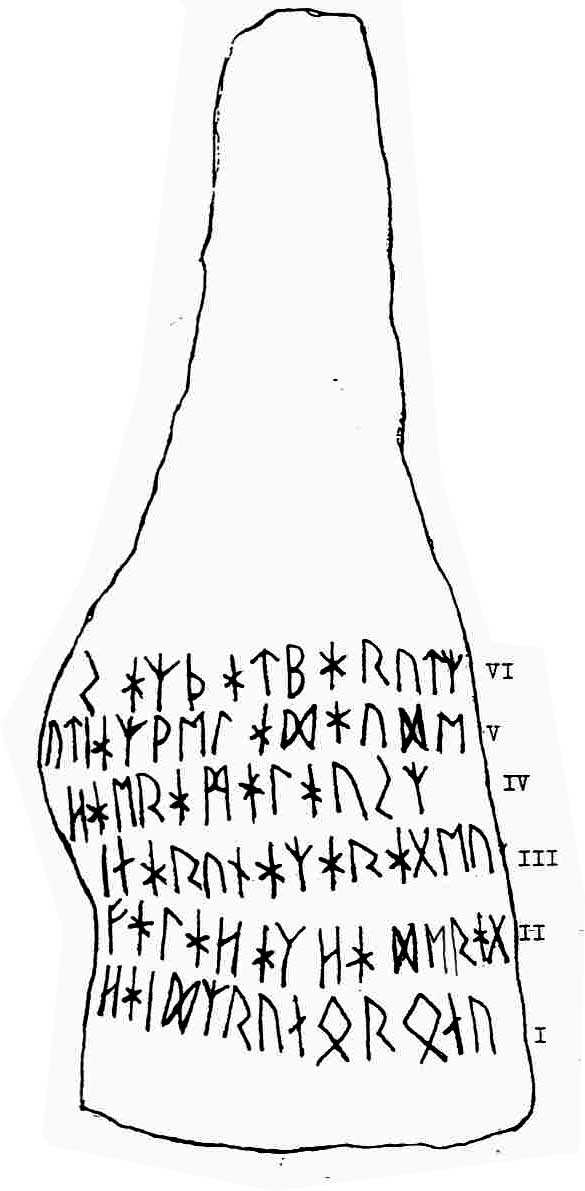
Odrys inskrypcji